# Коробков Павло Терентійович
Павло́ Тере́нтійович Коробко́в (рос. Павел Терентьевич Коробков; 5 жовтня 1909 — 12 квітня 1978) — радянський льотчик-винищувач, надалі — воєначальник, генерал-майор авіації (11.05.1949), Герой Радянського Союзу (1939).

## Нагороди
Указом Президії Верховної Ради СРСР від 22 лютого 1939 року «за зразкове виконання спеціальних завдань Уряду щодо зміцнення оборонної потужності Радянського Союзу та за проявлений героїзм» капітану Коробкову Павлу Терентійовичу присвоєно звання Героя Радянського Союзу з врученням ордена Леніна. Після встановлення особливої відзнаки йому була вручена медаль «Золота Зірка» за № 119.
Нагороджений трьома орденами Леніна (22.02.1939, 05.11.1941, …), трьома орденами Червоного Прапора (29.08.1939, 07.05.1940, …), орденами Вітчизняної війни 1-го (06.06.1945) та 2-го (21.02.1945) ступенів, Червоної Зірки, Червоного Прапора МНР (18.08.1939) і медалями.